# بو ویدربرگ
بو گونار ویدربرگ (به سوئدی: Bo Gunnar Widerberg) (زاده ۸ ژوئن ۱۹۳۰ - درگذشته ۱ می ۱۹۹۷) کارگردان، نویسنده، تدوینگر و بازیگر سوئدی قرن بیستم است که از بهترین کارهایش می‌توان به فیلم «جو هیل» (۱۹۷۱) اشاره کرد.
او در مالمو، یکی از شهرهای بزرگ سوئد و با نام بو گونار ویدربرگ زاده شد.
وی همچنین کارگردان کارهای موفقی از جمله «مردی بر پشت بام» (۱۹۷۶) و «ویکتوریا» (۱۹۷۹) نیز بوده است. او همچنین برای فیلم «All things fair» برنده جایزه خرس نقره‌ای در جشنواره برلین شده‌است.
او در ۱ می ۱۹۹۷ در سن شصت و شش سالگی در سوئد درگذشت. او در هنگام مرگ یک فرزند به نام یوهان داشت.